# Copa Coliseo
La Copa Coliseo o COORS LIGHT Coliseum Cup como se llamó por su patrocinador, fue un torneo amistoso que se jugó en 2 ediciones, la primera en 1998 y la segunda en 1999 con pequeñas variantes.
En 1998 el torneo se jugó entre clubs de fútbol, mientras que en la segunda etapa se incluyó la participación de selecciones. En 1998 el Club Deportivo Guadalajara se alzó con el título al vencer a Gimnasia y Esgrima de La Plata en la final por marcador de 2-1, mientras que en la segunda edición la Selección de fútbol de Guatemala alcanzó el título al superar 4-2 en penales al Morelia de México.

## Ediciones
| Año          |                                  | Campeón         | Final Resultado                       | Subcampeón          |     | Tercer lugar                       | Resultado | Cuarto lugar |
| 1998 Detalle | Guadalajara · México             | 2:1             | Gimnasia y Esgrima La Plata Argentina | Pumas UNAM · México |     | Comunicaciones · Guatemala         |           |              |
| 1999 Detalle | Selección de fútbol de Guatemala | 1:1 4:2 penales | Monarcas Morelia · México             | Atlas · México      | 2:0 | Selección de fútbol de El Salvador |           |              |

## Primera edición
La primera edición se inició el 19 de julio de 1998, en el Estadio Qualcomm de San Diego, California. Tuvo como participantes al Cruz Azul y Guadalajara de México, al Gimnasia y Esgrima de La Plata de Argentina y al Comunicaciones de Guatemala. 
A la final lograron llegar Gimnasia y Guadalajara después de superar a sus rivales, Gimnasia logró superar a Cruz Azul 2-0 con goles de Troglio y Regg, también hizo lo propio con Comunicaciones el 14 de octubre de 1998 al ganarle por marcador de 1-0 con gol de Juan Sagorak. Por su parte el Guadalajara ya le había ganado a Gimnasia con anterioridad el 19 de julio, por marcador de 1-0 con gol de Manuel Martínez al minuto 17.
La final se disputó el 12 de noviembre de 1998 en la Ciudad de Miami, Florida. El marcador resultó favorable al conjunto mexicano, 2 goles contra 1.

## Segunda edición
Se jugó del 28 al 31 de julio de 1999 en el Los Angeles Memorial Coliseum. Tuvo como participantes al Atlas y Morelia de México, y a las selecciones de Guatemala y El Salvador.
La primera ronda, que sería tomada como semifinal, se jugó el 28 de julio con los siguientes marcadores:
- Guatemala 2 - 1  El Salvador
- Morelia  1 - 1  Atlas
(5-3 en penales)

El tercer lugar sería disputado el 31 de julio y el resultado fue el siguiente:
- Atlas  3 - 2  El Salvador

Ese mismo día se disputó la final y el resultado fue el siguiente:
- Guatemala 1 - 1  Morelia
(4-2 en penales)

Coronándose como campeón la Selección de fútbol de Guatemala.
| Guatemala         |
| Campeón GUATEMALA |